# YOA-5水上飛機
Douglas YOA-5是一架為美國陸軍航空兵團設計的水上飛機。儘管原型機已建成，但並未量產。

## 發展
1932年11月，美國陸軍下令開發兩棲偵察機/轟炸機，目的是成為常規轟炸機編隊的領航機和救援機。由此產生的飛機以轟炸機編號YB-11訂購，類似美國海軍的道格拉斯 XP3D，但更巨大。它是一種高翼單翼飛機，機翼上方的單獨機艙中安裝有兩具Wright R-1820-25 Cyclone星型引擎，類似於放大版的道格拉斯海豚。
在完成之前，它首先被重新命名為觀測飛機YO-44，然後被重新命名YOA-5。它於1935年1月首飛，並於當年2月交付軍隊。由於期設計概念被發現不切實際，因此沒有進一步生產，但YOA-5成功創造兩項水上飛機的世界距離記錄，而後於1943年12月退役。

## 型號
YB-11
美國陸軍航空兵團於1932年訂購的兩棲偵察轟炸機，裝配2具2具Wright R-1820-25 Cyclone星型引擎
YO-44
YB-11在完成之前被重新指定為觀察機。
YOA-5
再次重新指定為兩棲觀察機。YOA-5最初使用Wright R-1820-13 Cyclone發動機，後來採用Wright YR-1820-45 Cyclone發動機，用於實驗性遠程飛行，然後再次採用Wright R-1820-25 Cyclones，共1架

### 書目
- Francillon, René. McDonnell Douglas Aircraft since 1920. London:Putnam, 1979. ISBN 0-370-00050-1.

## 外部連結
- USAF Museum description of YB-11
- Encyclopedia of American aircraft